# Гаёвка (Минская область)
Гаёвка (бел. Гаёўка) — деревня в составе Фанипольского сельсовета Дзержинского района Минской области Беларуси. Деревня расположена в 5 километрах от Дзержинска, 30 километрах от Минска и 8 километрах от железнодорожной станции Койданово.

## История
Деревня известна с начала XVIII века, как застенок, который административно относился к Минскому повету Минского воеводства ВКЛ. В 1768 году в Гаёвке насчитывалось 2 двора, который находился во владении И. Огинского. После второго раздела Речи Посполитой в 1793 году, находилось в составе Российской империи. В 1800 году насчитывалось 3 двора, 17 жителя, застенок находился во владении Радзивиллов.
Во второй половине XIX века—начале XX века находилась в составе Койдановской волости Минского уезда Минской губернии. В 1870 году насчитывалось 24 ревизские души, деревня находилась в составе Черниковщинской сельской общины. В 1897 году, по данным переписи, в селении проживали 19 жителей. В 1917 году в деревне Большая Гаёвка насчитывалось 19 дворов, 114 жителей, в Малой Гаёвке — 14 дворов, 88 жителей.
С 20 апреля 1924 года в составе Байдацкого сельсовета (переименован 21 августа 1925 года в Ледницкий) Койдановского района Минского округа. С 23 марта 1932 года в составе Фанипольского польского национального сельсовета, который являлся частью Дзержинского польского национального района. 31 июля 1937 года полрайон был упразднён и деревня была включена в состав Минского района. С 20 февраля 1938 года находится в составе Минской области, которая была образована после упразднения окружной системы деления Белорусской ССР. С 4 февраля 1939 года в составе восстановленного Дзержинского района. В 1926 год в Большой Гаёвке насчитывалось 18 дворов, проживали 98 жителей, в деревне Малая Гаёвка — 10 дворов, 46 жителей. В годы коллективизации был организован колхоз, который обслуживала Фанипольская МТС.
Во время Великой Отечественной войны с 28 июня 1941 года по 7 июля 1944 года деревня была оккупирована немецко-фашистскими захватчиками, на фронте погибли 7 жителей деревни. В послевоенное время деревня входила в состав колхоза «Искра». В 1960 году в деревне проживали 88 жителей. В 1991 году насчитывалось 20 придомовых хозяйств, проживали 43 жителя. По состоянию на 2009 год, деревня находится в составе СПК «Искра-Агро».

## Население
| Численность населения (по годам) | Численность населения (по годам) | Численность населения (по годам) | Численность населения (по годам) | Численность населения (по годам) | Численность населения (по годам) | Численность населения (по годам) | Численность населения (по годам) |
| 1800                             | 1897                             | 1909                             | 1917                             | 1926                             | 1960                             | 1991                             | 1999                             |
| -------------------------------- | -------------------------------- | -------------------------------- | -------------------------------- | -------------------------------- | -------------------------------- | -------------------------------- | -------------------------------- |
| 17                               | ↗19                              | ↗35                              | ↗202                             | ↘144                             | ↘88                              | ↘42                              | ↘24                              |
| 2004                             | 2009                             | 2017                             | 2018                             | 2020                             | 2022                             |                                  |                                  |
| ↘15                              | ↘7                               | ↘6                               | ↗7                               | ↘6                               | ↘5                               |                                  |                                  |